# Northcliffe Peak
Northcliffe Peak ist ein markanter und 2255 m hoher Berg im ostantarktischen Viktorialand. Er ragt in der Worcester Range 6,5 km südöstlich des Mount Harmsworth auf.
Die neuseeländische Gruppe der Commonwealth Trans-Antarctic Expedition (1955–1958) erkundete und benannte den Berg im Jahr 1957. Namensgeber ist der britische Verleger Alfred Harmsworth, 1. Viscount Northcliffe (1865–1922), einer der größten Geldgeber der britischen Discovery-Expedition (1901–1904), nach dem auch Mount Harmsworth benannt ist.